# ヴァレンチノ (宝塚歌劇)
『ヴァレンチノ』は宝塚歌劇団のミュージカル作品。作・演出は小池修一郎。
バウ・ミュージカル
「ヴァレンチノ-愛の彷徨(さすらい)-」(初演)と表記される。

## 解説
※『宝塚歌劇100年史（舞台編）』の宝塚バウホール初演参考。
イタリアからの移民・ルディーはシナリオライターのジューンに見いだされて大スターとなり、デザイナーのナターシャと結婚する。ショックを受けたジューンは姿を消し、その時初めて彼女への愛を確認したルディーだが、時すでに遅く、彼は短い生涯を閉じるのであった。映画スタールドルフ・ヴァレンチノの夢・恋愛・人生を、音楽、歌、ダンスで綴った作品。
小池修一郎の演出家デビュー作品。

## 公演記録
1986年・雪組
4月19日から5月5日まで宝塚バウホールにて公演。
形式名は「バウ・ミュージカル」、2幕、副題は「愛の彷徨（さすらい）」。
1992年・雪組
8月22日から9月5日まで宝塚バウホールにて公演。
形式名は「バウ・ミュージカル」、2幕。
1993年・雪組
1月19日から1月29日まで東京・日本青年館にて公演。
2月1日から2月9日まで名古屋・中日劇場にて公演。
形式名は「バウ・ミュージカル」、2幕。
2011年・宙組
3月8日(火)から3月20日(日)まで大阪・シアター・ドラマシティにて公演。
3月26日(土)から4月2日(土)まで東京・日本青年館にて公演予定であった。　＊東日本大震災のため中止になった。
8月13日(土)から8月19日(金)まで東京・日本青年館にて公演。
形式名は「ミュージカル」、2幕。

## スタッフ

### 1986年（スタッフ）
- 作曲・編曲[1]：吉崎憲治
- 編曲[1]：佐々田芳彦
- 振付[1]：宮本亮次
- 装置[1]：大橋泰弘
- 衣装[1]：任田幾英
- 照明[1]：勝柴次朗
- 演出助手[1]：中村暁
- 制作[1]：山田謙治

### 1992年（スタッフ）
- 作曲・編曲[2]：吉崎憲治
- 振付[2]：尚すみれ/前田清実
- カーテンコール振付[2]：宮本亜門
- 装置[2]：大橋泰弘
- 衣装[2]：任田幾英
- 照明[2]：勝柴次朗
- 演技助手[2]：藤井大介
- 装置補[2]：新宮有紀
- 衣装補[2]：有村淳
- フラメンコギター[2]：染谷ひろし
- 音楽製作[2]：野村修
- 製作[2]：細川勝幸
- 制作[2]：古澤真

### 2011年（スタッフ）
- 作曲・編曲：吉崎憲治
- 振付：AYAKO、桜木涼介
- 装置：大橋泰弘
- 衣装：有村淳
- 照明：勝柴次朗
- 音響：大坪正仁
- 小道具：伊集院撤也
- イタリア語指導：マッテオ・レッキア・トーニ
- 歌唱指導：楊淑美
- 演出助手：生田大和
- 録音演奏：宝塚ニューサウンズ
- 制作：中西達也

## 出演者一覧（2011年）
※シアター・ドラマシティ・日本青年館共通。
- 寿つかさ
- 大空祐飛
- 美風舞良
- 天羽珠紀
- 悠未ひろ
- 大海亜呼
- 春風弥里
- 花露すみか
- 純矢ちとせ
- 妃宮さくら

- 七海ひろき
- 鳳樹いち
- 美影凜
- 琴羽桜子
- 光海舞人
- 野々すみ花
- 綾瀬あきな
- 百千糸
- 松風輝
- 月映樹茉

- 星吹彩翔
- 蒼羽りく
- 瀬音リサ
- 結乃かなり
- 美月悠
- 風馬翔
- 愛咲まりあ
- 彩花まり
- 七生眞希
- 実羚淳

## 主な配役

### 1986年（主な配役）
- ルドルフ・ヴァレンチノ - 杜けあき[1]
- ジューン・マシス - 美月亜優[1]
- ナターシャ・ランボア - 明都ゆたか[1]
- ジョージ・ウルマン - 古代みず希[1]
- アラ・ナジモヴァ - 花鳥いつき[1]
- ラスキー - 沙羅けい[1]
- デソウル - 名月かなで[1]
- ビアンカ - 上代粧子[1]
- アリス - 桂あさひ

### 1992年（主な配役）
※役柄は出典していない（2022年8月現在）
- ルドルフ・ヴァレンチノ(ルディー) - 杜けあき[2]
- ジューン・マシス(シナリオ・ライター) - 紫とも[2]
- ナターシャ・ラムボア(ルディーの妻。デザイナー) - 高嶺ふぶき[2]
- デソウル(マフィアのボス) - 海峡ひろき[2]
- ジョージ・ウルマン(メトロ映画の宣伝係。かねてからジューンに求婚している。ヴァレンチノとも良き友人) - 古代みず希[2]
- アラ・ナジモヴァ(帝政ロシアの大女優。｢椿姫｣の相手役にヴァレンチノを採用する。ナターシャを気に入り、衣装デザインから装置まですべて任せている) - 邦なつき[2]
- ラスキー(パラマウント映画の副社長。ヴァレンチノをメトロ映画から引き抜いて世界のスターに育てる) - 箙かおる[2]
- テックス・ギナン(ニューヨークのもぐり酒場“クラブ21”の女経営者) - 京三紗[2]
- メロソープ(エジプト人の占い師。骨占いでヴァレンチノやナターシャ、ラスキー等の運命を予言する) - 和光一[2]
- アリス(ジョージの秘書) - 純名里沙[2]
- ビアンカ(デソウルの情婦。ダンサーのヴァレンチノに惚れ込んで面倒な事態を引き起こす) - 早原みゆ紀[2]

### 1993年（主な配役）
※下記のデータは青年館・中日劇場共通。
- ルドルフ・ヴァレンチノ - 杜けあき[3]
- ジューン・マシス - 紫とも[3]
- ナターシャ・ラムボア - 高嶺ふぶき[3]
- デソウル - 海峡ひろき[3]
- ジョージ・ウルマン - 古代みず希[3]
- アラ・ナジモヴァ - 邦なつき[3]
- ラスキー - 箙かおる[3]
- テックス・ギナン - 京三紗[3]

### 2011年（主な配役）
※下記のデータはドラマシティ・青年館共通。
- ルドルフ・ヴァレンチノ（ルディー） - 大空祐飛[13][14][15]
- ジューン・マシス - 野々すみ花[13][14][15]

- ジェシー・ラスキー - 寿つかさ[13][14][15]
- マダム／テックス・ギナン - 美風舞良[13][14][15]
- メロソープ - 天羽珠紀[13][14][15]
- ジャック・デ・ソウル - 悠未ひろ[13][14][15]
- ビアンカ - 大海亜呼[13][14][15]
- ジョージ・ウルマン - 春風弥里[13][14][15]
- ヘレン・ローズ	- 花露すみか[13][14][15]
- アラ・ナジモヴァ - 純矢ちとせ[13][14][15]
- ビーブ・ダニエルズ - 妃宮さくら[13][14][15]
- ナターシャ・ランボア - 七海ひろき[13][14][15]
- ジョニー・マンデル - 鳳樹いち[13][14][15]
- アリス - 瀬音リサ[13][14][15]

## 主な楽曲
- アランチャ

(作詞：小池修一郎 作・編曲 吉崎憲治)
- ラテン・ラバー
- ボンジョルノ！自由の女神

- ウェスト・コースト
- 奇跡
- 運命の糸
- インスピレーション
- 夢の行方

## ビデオソフト・CS放送
※初演時の好評もあり、バウホール再演にあたって実況収録が行われ、著作権問題の絡む一部場面を編集のうえ、1992年10月、バウホール公演実況ビデオ第1号として発売された（発売：宝塚企画）。宝塚興行の中心・本公演の実況ビデオ定期発売開始の約2年前であり、小劇場向けながら、作品への反響の大きさが窺える。

※上記のVHS版（レンタルも有）はディスクで再販されることはなかったが、宝塚歌劇専門CS局・TAKARAZUKA SKY STAGE（スカイステージ）で、VHS版ではカットされていた場面も含めての、更に長時間の実況映像放映が実現している。

## 備考
※演出助手時代の小池はショー、レビュー作品の助手を多く務めていたため、演出家デビュー決定の後、デビュー企画としてショー作品の案を練っていたという。しかし劇団からは芝居の企画案を求められ、その意向に応えて小池が複数の企画案を練って提出したところ、選ばれたのが本作の企画案だった。

※初演が好評を博し、再演の際には東京・名古屋に東上公演も果たし、その後約25年を経てドラマシティ公演として更に再演されるなど、根強い人気を誇る作品となっている。